# 1983 na política

## Eventos
- Raúl Alfonsín é eleito presidente da Argentina, substituindo o último presidente da ditadura, Reynaldo Bignone.
- Turgut Özal substitui Bülent Ulusu no cargo de primeiro-ministro da Turquia.
- 18 de Fevereiro - Maxidesvalorização do cruzeiro.
- 27 de Fevereiro - Mota Pinto, Eurico de Melo e Nascimento Rodrigues assumem a direcção colegial do PSD (Portugal), no X Congresso. Francisco Pinto Balsemão é afastado da liderança.
- 15 de Março - Tomam posse os primeiros governadores eleitos diretamente após o golpe militar de 1964 no Brasil.
- 9 de Junho - Mário Soares substitui Francisco Pinto Balsemão no cargo de primeiro-ministro de Portugal (IX Governo Constitucional-PS/PSD).
- 19 de Setembro - Independência de São Cristóvão e Neves.
- 25 de Outubro - Invasão de Granada pelas forças norte-americanas. Ronald Reagan defende a intervenção com a necessidade da defesa dos interesses norte-americanos.

## Nascimentos
| Data | Nome | Profissão | Nacionalidade | Observações | Ref |
| ---- | ---- | --------- | ------------- | ----------- | --- |

## Mortes
| Data           | Nome                       | Profissão                                            | Nacionalidade               | Observações | Ref |
| -------------- | -------------------------- | ---------------------------------------------------- | --------------------------- | ----------- | --- |
| 18 de janeiro  | Arturo Umberto Illia       | presidente da Argentina de 1963 a 1966               | Argentina                   | n. 1900     |     |
| 14 de maio     | Miguel Alemán Valdés       | presidente do México de 1946 a 1952                  | México                      | n. 1900     |     |
| 23 de junho    | Osvaldo Dorticós Torrado   | presidente de Cuba de 1959 a 1976                    | Cuba                        | n. 1919     |     |
| 10 de setembro | Balthazar Johannes Vorster | Presidente de Estado da África do Sul de 1978 a 1979 | Reino Unido (África do Sul) | n. 1915     |     |
| 18 de outubro  | Diego Abad de Santillán    | anarquista ativo na Revolução Espanhola              | Espanha                     | n. 1897     |     |
| 28 de outubro  | Romeu Italo Ripoli         | político e dirigente esportivo                       | Brasil                      | n. 1916     |     |